# Adelino da Palma Carlos
Adelino da Palma Carlos (3. března 1905 Faro – 25. října 1992 Lisabon) byl portugalský politik, právník, učenec a svobodný zednář, který se stal prvním předsedou vlády Portugalska po revoluci 25. dubna 1974.

## Kariéra
Palma Carlos byl jedním z nejméně pěti synů Manuela Carlose a jeho manželky Auty Vaz Velho da Palma. Od mládí byl odpůrcem fašistického režimu Estado Novo (Nový stát) Antónia de Oliveira Salazara (a později Marcella Caetana) a jako liberál, nikoli socialista, byl vybrán prezidentem Antóniem de Spínolou za předsedu vlády po revoluci 25. dubna 1974. Byl také 11. předsedou („Bastonário") Portugalské advokátní komory od roku 1951 do roku 1956.
Jeho 1. prozatímní vláda byla u moci od 16. května do 18. července 1974. Jako nezávislý vybíral ministry kabinetu z velmi různorodých politických stran a pozic, včetně členů tehdejší středolevé Lidově demokratické strany, Socialistické strany a dokonce Portugalské komunistické strany a důstojníků Hnutí ozbrojených sil (MFA). Ideologická rozmanitost vlády se zdá být jedním z hlavních důvodů, proč vláda nevydržela, přičemž druhým bylo volání po předčasných prezidentských volbách před volbami do Ústavodárného shromáždění v roce 1975. Byl nahrazen plukovníkem Vascem Gonçalvesem, což byla volba, kterou Spínola později litoval. Po odchodu z úřadu byl Palma Carlos národním zástupcem (mandatário) generála Antónia Ramalha Eanese pro prezidentské volby v roce 1980.
Byl ženatý s Elinou Júlií Chaves Pereira Guimarãesová (1904 – 1991).